# احمد و پری‌بانو
احمد و پری‌‌بانو، یکی از داستان‌های مجموعه «هزار و یک شب» است.
شاهزاده احمد کوچک‌ترین پسر از سه پسر سلطان هند است. او به خاطر داشتن یک چادر جادویی که برای پناه دادن به ارتش گسترش می‌یابد و به گونه‌ای منقبض می‌شود که بتواند به جیب فرد برود، مشهور است.

## تحليل و بررسی
این داستان همچنین به‌عنوان یکی از به‌اصطلاح «داستان‌های یتیم» مجموعه «هزار و یک شب» به‌شمار می‌رود، زیرا برخلاف دیگر داستان‌ها، متن اصلی فارسی یا هندی آن یافت نشده‌است. برخی از محققان مانند روت بی. باتیگایمر منبع آن را به یک مسیحی مارونی به نام حانا دیاب نسبت می‌دهد، که نویسنده فرانسوی آنتوان گالان داستان را از او جمع آوری کرد.